# Antero Heikkinen
Timo Jaakko Antero Heikkinen, född 14 februari 1941 i Kuhmo, är en finländsk historiker.
Heikkinen avlade filosofie doktorsexamen 1970. Han var 1972–1989 docent i Finlands och Skandinaviens idé- och lärdomshistoria vid Helsingfors universitet och 1978–1992 bitr. professor i Finlands historia vid Joensuu universitet, där han sistnämnda år blev professor. År 1999 utnämndes han till ledamot av Finska Vetenskapsakademien.
Han har intresserat sig bland annat för metodologiska frågor samt som forskare skrivit om så olikartade ämnen som häxförföljelser, lärdomshistoria och skidsportens historia.